# Kampfgruppe

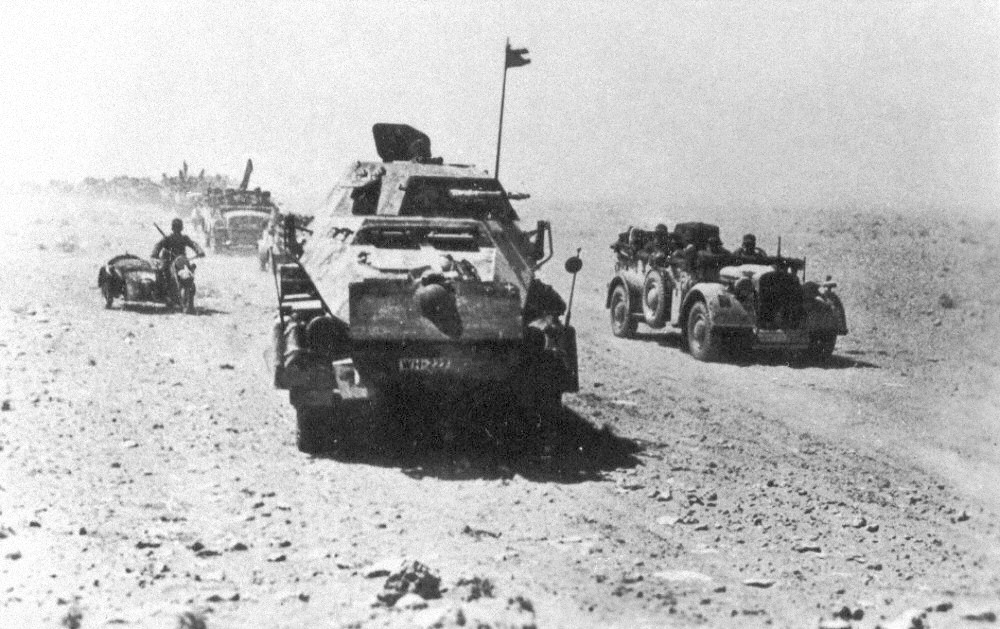
Avanzada de tanques panzer realizando un Kampfgruppe.

El ejército alemán era al inicio de la Segunda Guerra Mundial el más avanzado en cuanto a conceptos tácticos se refiere. Como se pudo ver rápidamente, la aplicación de la teoría de la guerra relámpago (Blitzkrieg) rápidamente acabó con los ejércitos adversarios mediante el uso combinado de todas las armas en el campo de batalla. 
Otra de las tácticas adoptadas fue el uso de los llamados grupos de combate o Kampfgruppen, tanto en batallas ofensivas como defensivas, siendo una evolución lógica de las tácticas de la Blitzkrieg y fueron creados por la demanda de flexibilidad en el campo. Un grupo de combate consistía en una formación creada ad hoc, como un conjunto de hombres y unidades para desempeñar una campaña u operación en particular, puesto bajo el mando de un líder agresivo y enviado a la batalla como tropas de choque, aseguramiento de objetivos importantes o conquista de puntos bien defendidos. Generalmente, cada grupo de combate recibía el nombre de su jefe (ejemplo: Kampfgruppe Peiper, por su comandante Joachim Peiper) y en otros casos tomaba el nombre de la unidad de donde procedía. Se crearon como una parte integral de las tácticas de guerra alemana y fueron empleados en los dos frentes.
Esta táctica fue utilizada por los alemanes desde el principio de la guerra, durante el rápido avance en Polonia, la Blitzkrieg en el oeste en 1940, los Balcanes, Grecia, la campaña del norte de África, el Frente del Este y las batallas finales defensivas de la guerra. 
Cuando los Aliados invadieron Europa en 1944, este concepto fue aplicado en la batalla defensiva de la bolsa de Falaise y en Arnhem. En la batalla de las Ardenas (o the Battle of the Bulge, en inglés) en 1944 se esperaba obtener resultados significativos mediante varios Kampfgruppen de las SS en la consecución de objetivos claves. Las Waffen-SS en especial desplegaron varios grupos de combate en el Frente Oriental, donde los utilizaron como brigadas de fuego para ejecutar operaciones contra fuerzas enemigas superiores. Un buen ejemplo de esto fue el Kampfgruppe Peiper en 1943 para rescatar a la 320.ª División de Infantería en Járkov. Durante la recaptura de Járkov, se creó un Kampfgruppe al mando de Josef "Sepp" Dietrich, comandante de la 1.ª División SS Leibstandarte. 
Cuando los Aliados desembarcaron en Normandía, el grupo de combate constituido a partir de la 12.ª SS División Panzer Hitlerjugend sufrió gravísimas pérdidas al quedar atrapado en la bolsa de Falaise. Cuando los estadounidenses, británicos y tropas aerotransportadas polacas aterrizaron en los Países Bajos en septiembre de 1944 como parte de la operación Market Garden, la 9.ª División Panzer SS Hohenstaufen, la 10.ª División Panzer SS Frundsberg y varias unidades de paracaidistas (Fallschirmjäger) formaron varios grupos a fin de impedir la toma del puente de Arnhem. La última acción conocida de un grupo de combate fue llevada a cabo por el Kampfgruppe Porsch, formado por los batallones de castigo 500.° y 600.° transportados en bicicletas y armados con Panzerfaust contra los blindados soviéticos que entraban en Berlín.
Las tropas paracaidistas alemanas (Fallschirmjäger) desarrollaron este tipo de grupos con gran éxito, por ejemplo el Kampfgruppe perteneciente al 2.° Regimiento durante la invasión de Creta.
- Datos: Q656187